# Eichholz (Heideland)
Eichholz (niedersorbisch Dubowc oder Dubojc) ist ein Ortsteil der Gemeinde Heideland im südbrandenburgischen Landkreis Elbe-Elster. Das südwestlich von Finsterwalde am Nordrand des Naturparks Niederlausitzer Heidelandschaft gelegene Dorf hat etwa 190 Einwohner. Ortsvorsteher ist Bruno Franz (2024). 

## Geschichte
Der Ort gehörte ursprünglich zum Kloster Dobrilugk und wurde urkundlich erstmals im Jahre 1234 erwähnt.
Am 19. Mai 1974 erfolgte der Zusammenschluss von Eichholz mit dem benachbarten Drößig zur Gemeinde Eichholz-Drößig, welche sich am 31. Dezember 2001 mit Fischwasser zur Gemeinde Heideland zusammenschloss.
| 1875 | 276 |  | 1933 | 257 |  | 1964 | 269 |
| 1890 | 283 |  | 1939 | 352 |  | 1971 | 252 |
| 1910 | 280 |  | 1946 | 250 |  |      |     |
| 1925 | 269 |  | 1950 | 325 |  |      |     |

| 1981 | 415 |  | 1991 | 390 |  | 1995 | 399 |  | 1999 | 383 |
| 1985 | 414 |  | 1992 | 385 |  | 1996 | 390 |  | 2000 | 390 |
| 1989 | 410 |  | 1993 | 396 |  | 1997 | 393 |  |      |     |
| 1990 | 407 |  | 1994 | 402 |  | 1998 | 392 |  |      |     |

## Kultur und Sehenswürdigkeiten

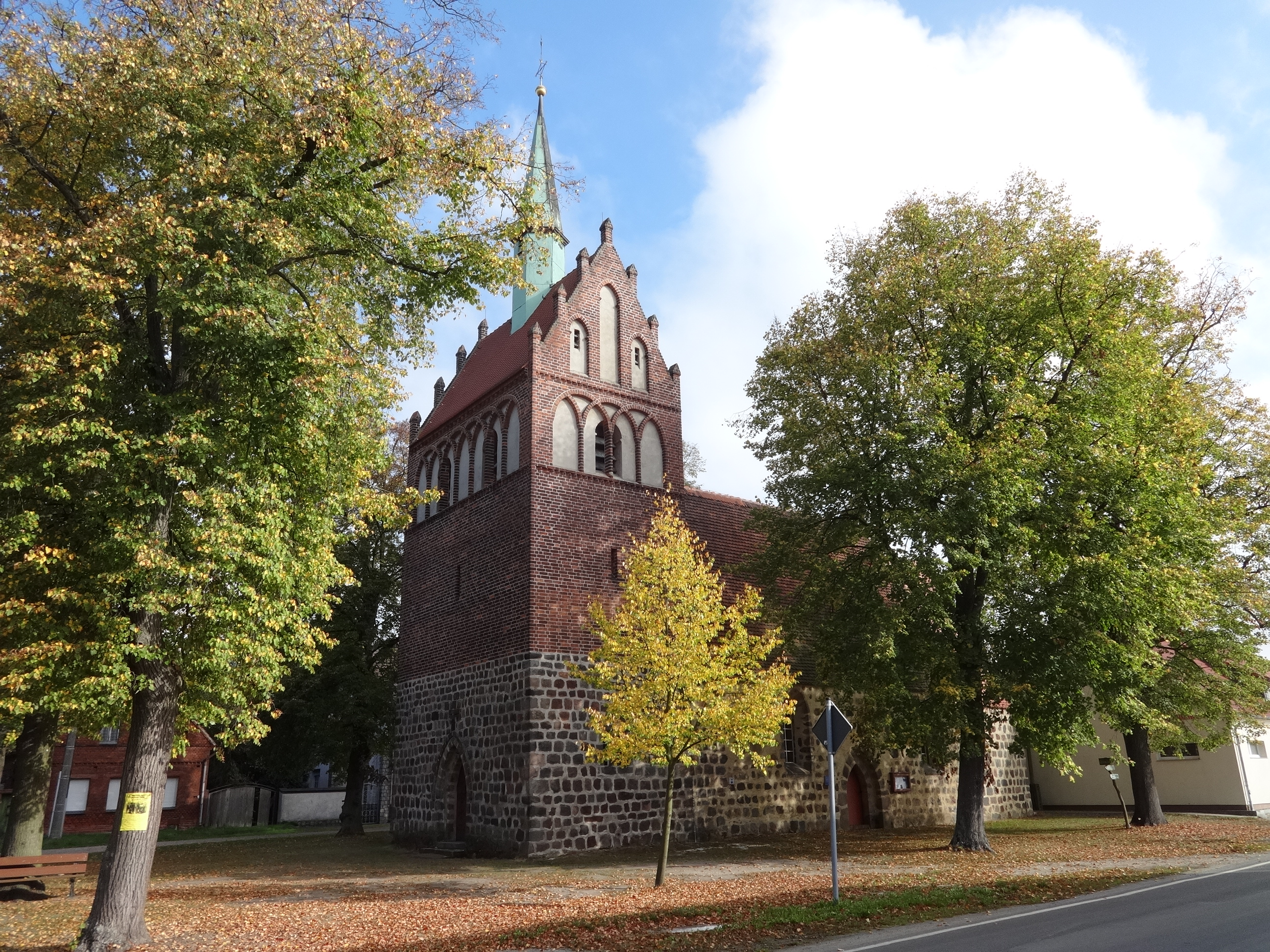
Kirche Eichholz

In Eichholz steht die evangelische Kirche unter Denkmalschutz. Der gestaffelte Granitquaderbau wurde im Kern in der zweiten Hälfte des 13. Jahrhunderts errichtet und ihr Inneres im Jahr 1906 neu gestaltet. Der Altaraufsatz stammt aus dem Anfang des 18. Jahrhunderts.
Außerdem befindet sich im Ort ein Kriegerdenkmal für im Ersten Weltkrieg gefallene Dorfbewohner.